# Hermann Hansing
Hermann Hansing (né le 20 janvier 1908 à Seelze et mort le 25 novembre 1977 à Brême) est un homme politique allemand du SPD.

## Biographie
Hansing, de confession protestante, grandit à Seelze près de Hanovre. Après l'école primaire, Hansing effectue un apprentissage dans le métier de mouleur (fondeur) et travaille dans cette profession. Au cours de son apprentissage, il rejoint l'Association allemande des métallurgistes en 1923. En 1933, il est licencié par son employeur pour des raisons politiques et survit jusqu'en 1939 avec des petits boulots. En 1939, il réussit l'examen de maître artisan et travaille comme ancien maître à Brême et Hildesheim jusqu'à la fin de la guerre.
Après la Seconde Guerre mondiale, Hansing travaille pour l'Aide internationale aux réfugiés jusqu'en 1952.

### Politique
Hansing est membre du SPD depuis 1926. En 1932, il est élu au conseil d'administration du sous-district de Hanovre. En 1933, Hansing est membre du conseil municipal de Seelze pendant quelques mois.
Après la guerre, son influence dans le SPD de Brême grandit. Il devient président du SPD à Brême-Hastedt. Hansing est de 1947 au 28 septembre 1953 membre du Bürgerschaft de Brême. Il travaillé dans les délégations pour la Santé (1947), la Justice (1949), l'Alimentation et l'Agriculture (1951) et le Logement (1951). Au début des années 50, il devient secrétaire à plein temps du groupe parlementaire SPD à Brême. En 1952, il est élu au conseil d'administration et en 1958 président du SPD à Brême. À partir de 1952, il est également vice-président du SPD de Brême.
À partir de 6 octobre 1953 à 1972, il est membre du Bundestag, où il représente la circonscription de Brême-Est .
Vers 1958 et dans les années 1960, Hansing critique Richard Boljahn, président du groupe parlementaire SPD à Brême, pour son attitude autoritaire. Hansing, cependant, est intégré au réseau d'obligations mutuelles par le biais d'un contrat de conseil avec Neue Heimat. C'est un représentant typique du SPD en tant que parti ouvrier, mais qui est plutôt sceptique quant aux développements récents. En novembre 1977, peu de temps avant sa mort, Hansing est élu à la Commission de contrôle du Parti fédéral lors de la conférence du SPD à Hambourg.